# Беналмадена
Беналмадена (шп. Benalmádena) град је у Шпанији у аутономној заједници Андалузија у покрајини Малага. Према процени из 2008. у граду је живело 55.960 становника.

## Становништво
Према процени, у граду је 2008. живело 55.960 становника.
| 1991.  | 2001.  |
| ------ | ------ |
| 21.994 | 34.565 |

## Партнерски градови
- Finale Ligure
- Nuevitas